# Brian Fargo
Frank Brian Fargo (15 de diciembre de 1962) es un diseñador, programador, productor y ejecutivo de videojuegos estadounidense. Fargo es fundador de las empresas desarrolladoras y distribuidoras de videojuegos Interplay Entertainment, inXile Entertainment y Robot Cache.
En 2009, fue elegido por el sitio web sobre videojuegos IGN como uno de los mejores 100 desarrolladores de videojuegos de todos los tiempos.

## Biografía

### Primeros años
Descendiente de la familia que fundó los gigantes bancarios Wells Fargo y American Express, Fargo nació en Long Beach, California, y creció en Whittier y Newport Beach. El único hijo de Frank Byron Fargo y Marie Curtis Fargo, atendió a la Corona del Mar High School, donde participó en eventos de atletismo y además desarrollo su interés en crear videojuegos después de que sus padres le obsequiasen una computadora Apple II en 1977.
Brian Fargo programó su primer videojuego, Labyrinth of Martagon, junto a su amigo Michael Cranford cuando aun estaban en la secundaria. El primer juego distribuido ampliamente por el equipo fue la aventura gráfica The Demon's Forge, el cual Brian publicó de manera independiente y comercializó en 1981 (este luego fue relanzado por la empresa Boone Corporation). En 1982, la revista Softline Magazine publicó una carta de Fargo en la cual preguntaba como On-Line Systems almacenaba los gráficos en su aventura gráfica The Wizard and the Princess. Durante este período, también programó varios videojuegos educativos para la World Book Encyclopedia.[cita requerida]

### Interplay
En 1983, Fargo fundó la empresa Interplay Entertainment después de haber conseguido un contrato con Activision para el desarrollo del videojuego Mindshadow, una aventura gráfica de texto para la Apple II y la Commodore 64. Después del lanzamiento de Mindshadow, Fargo contrato a un viejo amigo de la secundaria y ambos empezaron a trabajar en el videojuego de rol The Bard's Tale (1985) para la Apple II y la Commodore 64 el cual sería lanzado y distribuido por Electronic Arts. Fargo subsecuentemente codiseñó los primeros videojuegos de rol de Interplay, entre los cuales se encuentra el aclamado Wasteland (1988), incluyendo a un personaje de nombre Faran Brygo el cual es una referencia a su persona.
En aquel momento, Interplay utilizaba pequeños equipos de desarrollo compuestos por una o tres personas para producir videojuegos que serían luego publicados y distribuidos por otras empresas más grandes, esto les permitió mantener un equilibrio económico momentáneo. En 1988, Fargo decidió hacer la transición de la empresa de ser una casa de desarrollo a ser un distribuidor de videojuegos propiamente, añadiendo los costos adicionales de tener que producir y comercializar los títulos, esto con el riesgo y la vez recompensa de poder publicar videojuegos exitosos. El primero título producido por Interplay en esta era fue Battle Chess (1988), seguido de Castles (1991). La empresa también estuvo experimentando en este tiempo con nuevas ideas y productos como por ejemplo el videojuego Neuromancer (1988), basado en la novela del escritor William Gibson.
Para 1992, Interplay contrató a un viejo amigo de Fargo, Allen Adham, y su compañero, Michael Morhaime, para el desarrollo del videojuego RPM Racing (1992). Este fue el primer contrato de Adham y Morhaime para producir un videojuego como la empresa Silicon & Synapse y también fue uno de los primeros hallazgos de Fargo, el cual tenía buen ojo para reconocer el talento en los pequeños equipos de desarrollo. Adham y Morhaime eventualmente cambiarían el nombre de su empresa por el de Blizzard Entertainment, futuro de desarrollador de títulos como Warcraft, Starcraft y la saga Diablo.
Interplay continuó expandiéndose a mediados de los noventa, añadiendo títulos licenciados a sus propiedades intelectuales como Stonekeep (1995), y varios juegos de la saga Star Trek tras una adquisición de sus derechos. Fargo también continuó encontrando a desarrolladores talentosos los cuales creaban videojuegos innovadores. Uno de estos fue Parallax Software, cuyo juego demo se convirtió luego en el exitoso Descent (1995). Parallax, luego renombrada como Volition, fue eventualmente adquirida por la empresa THQ. En 1994, Universal/MCA compró el 45% de las acciones de Interplay y esta luego se hizo de capital abierto en 1998.
Interplay creció hasta tener más de 600 empleados en su cenit a mediados de los noventa. Uno de los grupos más exitosos dentro de Interplay fue formado durante este tiempo, Black Isle Studios. Black Isle se enfocaba en el desarrollo de videojuegos de rol y eventualmente incluyó los juegos de la nueva desarrolladora BioWare, la cual fue contratada inicialmente por Interplay para el desarrollo del videojuego Shattered Steel (1996). El siguiente videojuego de desarrollaron para Interplay, a través de Black Isle Studios, fue Baldur's Gate (1998), el cual demostró ser un rotundo éxito, seguido por otros título como Icewind Dale (2000) y el aclamado Planescape: Torment (1999).
En 1996, la empresa se expandió otra vez, añadiendo una división enfocada en el desarrollo de videojuegos de deportes llamados VR Sports y adquiriendo además la empresa Shiny Entertainment. El objetivo de Fargo con la adquisición de Shiny era el de ayudar a Interplay a hacer la transición al mercado de las videoconsolas, en adición a los exitosos lanzamientos en computadora que ya habían acumulado. Ese mismo año, la revista Computer Gaming World calificó a Fargo como el tercer "jugador de industria" más influyente de todos los tiempos, diciendo que "ha demostrado tanto una brillante visión de producto como también grandes talentos de negocio".
En 1998, Interplay presentó una oferta pública de venta (OPV) de acciones para financiar futuros desarrollos y saldar la deuda que la empresa llevaba acumulando. En aquel momento, el mercado de las OPV había empezando a decaer tras el auge de mediados de los noventa, aun así, la necesidad de Fargo por conseguir capital lo obligó a presentar la oferta. El incremento en la competencia, la poca cantidad de ingresos generada por la nueva división y la falta de títulos para videoconsolas forzó a la empresa a buscar financiamiento adicional dos años después con una inversión por parte de la desarrolladora francesa Titus Software. En 1999, la relación entre Fargo y Titus con el tiempo se deterioró, de acuerdo con Fargo, debido a "diferentes ideologías de gestión". En 2000, Titus ejerció un mayor control sobre Interplay, y como resultado, Fargo renunció a su cargo en la empresa.
En adición a su trabajo en Interplay, Fargo también creó una empresa de entretenimiento online llamada Engage! con la ayuda de SoftBank en 1996, y también formó parte del gabinete de Virgin Europe en 1998.

### inXile Entertainment
Después de dejar Interplay, Fargo buscó maneras de canalizar su capacidad creativa y fue así como fundó la empresa inXile Entertaiment en el año 2002, una desarrolladora y distribuidora de videojuegos que cuenta la participación de varios ex empleados de Interplay. El nombre inXile se originó a partir de un chiste acerca de su carrera tras dejar Interplay: inicialmente, Fargo se autonombró con el título de "líder en exilio" en la empresa.
inXile Entertainment lanzó el videojuego The Bard's Tale (2004) como uno de sus primeros títulos, lanzado por Vivendi Universal Games, pero ha encontrado éxito en una nueva categoría de juegos descargables, como por ejemplo Line Rider (2006) o Fantastic Contraption (2008). La empresa también desarrollo un título importante para Bethesda Softworks, Hunted: The Demon's Forge (2011).
En 2012, inspirado por el éxito del modelo de micromecenazgo implementado por la empresa Double Fine, Fargo anunció que intentaría financiar el desarrollo del videojuego Wasteland 2 (2014) a través de la plataforma Kickstarter. La campaña de recaudación de fondos alcanzó su objetivo de $900 mil dólares en su segundo día y Fargo dijo que esperaba que todos sus futuros proyectos involucraran a Kickstarter ya que, según sus palabras, "ofrece toda la libertad que un desarrollador puede esperar". La campaña de Kickstarter para Wasteland 2 finalizó el 17 de abril de 2012, amasando un total de $2.9 millones de dólares, convirtiéndola en la tercera campaña de micromecenazgo para un videojuego más alta hasta la fecha en Kickstarter, con unos $107 mil dólares adicionales obtenidos a través de donaciones por PayPal. La campaña de Wasteland 2 fue registrada en el documental Capital C.
El 6 de marzo de 2013, Fargo cumplió su promesa de financiar futuros proyectos a través de Kickstarter y más adelante lanzó el videojuego Torment: Tides of Numenera (2017), descrito como "un videojuego de rol clásico llevado por la historia y elaborado en la tradición de Planescape: Torment ambientado en el mundo de Numenera creado por Monte Cook". El proyecto alcanzó su objetivo de $900 mil dólares en tan solo seis horas y además rompió el récord de Kickstarter como el más rápido en alcanzar $1 millón. El récord previó había sido obtenido por la videoconsola Ouya la cual había alcanzado $1 millón en tan solo ocho horas y veintidós minutos; Torment amasó la misma cantidad pero en menos de siete horas, obteniendo así el nuevo récord.
En mayo de 2015 Fargo reveló la campaña para el desarrollo de The Bard's Tale IV (2018) y su intención de lanzarla a través de Kickstarter el 2 de junio de 2015. Este sería una continuación de la historia ya vista en los anteriores juegos de la saga The Bard's Tale. La campaña en Kickstarter finalizó el 10 de julio de 2015 con un total de $1.5 millones de dólares y 33.741 mecenas.
En marzo de 2017, Fargo había anunciado sus planes para retirarse de inXile después del lanzamiento de Wasteland 3 (2020). Sin embargo, en noviembre de 2018, Microsoft Studios anunció su intención de adquirir inXile y así hacer de la empresa una subsidiaria en su matriz. Ya que esto significaba que el estudio recibiría mucho más recursos que potenciarían los diferentes desarrollos futuros, Fargo afirmó que ya no tenía planes para retirarse y que continuaría liderando la empresa.

### Robot Cache
Fargo anunció la fundación de Robot Cache, una plataforma de distribución digital de videojuegos para computadoras la cual vería la luz en 2018. Robot Cache comercializaría videojuegos mediante cadenas de bloques las cuales pueden ser desencriptadas o re encriptadas a través del servicio, esto haría que los jugadores pudiesen comprar y vender videojuegos digitales sin que las distribuidoras tuviesen el miedo de que el dueño original conservase una copia tras venderla. Esto le permite al servicio asegurar un alto porcentaje de ingresos por cada venta de videojuego a los distribuidores, recibiendo un 95% por juegos originales, y 70% por juegos usados. La página además de aceptar formas de pago convencional, también haría uso de una nueva criptomoneda llamada Iron, la cual los jugadores podrán recibir cuando revendan un videojuego y utilizar para adquirir otros nuevos o usados.

### Otros
Fargo fue un fundador miembro del gabinete de consejeros en la empresa Fig, una plataforma de inversión y micromecenazgo, tras su lanzamiento en diciembre de 2015. Como parte de su participación, Fargo utilizó Fig para financiar el desarrollo de Wasteland 3. Con la adquisición de inXile por parte de Microsoft Studios, Fargo planea permanecer en el gabinete para ayudar a determinar que juegos pueden formar parte de Fig, aunque sin embargo no planea utilizar la plataforma para financiamiento.

## Juegos desarrollados
| Año  | Título                                                          | Rol                                       |
| ---- | --------------------------------------------------------------- | ----------------------------------------- |
| 1981 | The Demon's Forge                                               | Diseñador, programador y escritor         |
| 1985 | Tales of the Unknown: Volume I - The Bard's Tale                | Escritor                                  |
| 1985 | Borrowed Time                                                   | Escritor                                  |
| 1986 | The Bard's Tale II: The Destiny Knight                          | Escritor                                  |
| 1986 | Tass Times in Tonetown                                          | Director                                  |
| 1988 | The Bard's Tale III: Thief of Fate                              | Director                                  |
| 1988 | Battle Chess                                                    | Productor y director                      |
| 1988 | Wasteland                                                       | Director                                  |
| 1989 | Dragon Wars                                                     | Productor                                 |
| 1989 | Neuromancer                                                     | Diseñador y director                      |
| 1990 | The Adventures of Rad Gravity                                   | Diseñador y programador                   |
| 1990 | Total Recall                                                    | Programador                               |
| 1990 | Battle Chess II: Chinese Chess                                  | Productor                                 |
| 1990 | Swords and Serpents                                             | Productor                                 |
| 1990 | J.R.R. Tolkien's The Lord of the Rings, Vol. I                  | Productor ejecutivo                       |
| 1991 | J.R.R. Tolkien's The Lord of the Rings, Vol. II: The Two Towers | Productor ejecutivo                       |
| 1991 | Castles                                                         | Diseñador y productor                     |
| 1991 | Track Meet                                                      | Diseñador y productor                     |
| 1992 | Castles: The Northern Campaign                                  | Productor ejecutivo                       |
| 1992 | The Bard's Tale Construction Set                                | Productor ejecutivo                       |
| 1992 | Battle Chess 4000                                               | Productor ejecutivo                       |
| 1992 | Star Trek 25th Anniversary                                      | Productor ejecutivo                       |
| 1992 | The Lost Vikings                                                | Productor ejecutivo                       |
| 1992 | Mario Teaches Typing                                            | Productor ejecutivo                       |
| 1992 | Castles II: Siege and Conquest                                  | Productor ejecutivo                       |
| 1993 | ClayFighter                                                     | Productor ejecutivo                       |
| 1993 | Claymates                                                       | Productor ejecutivo                       |
| 1993 | Rags to Riches: The Financial Market Simulation                 | Productor ejecutivo                       |
| 1993 | RoboCop Versus The Terminator                                   | Productor ejecutivo                       |
| 1993 | Rock 'n Roll Racing                                             | Productor ejecutivo                       |
| 1993 | SimCity Enhanced CD-ROM                                         | Productor ejecutivo                       |
| 1993 | Star Trek: Judgment Rites                                       | Productor ejecutivo                       |
| 1993 | Interplay's 10 Year Anthology                                   | Productor ejecutivo                       |
| 1993 | Buzz Aldrin's Race into Space                                   | Productor ejecutivo                       |
| 1994 | ClayFighter 2: Judgment Clay                                    | Productor ejecutivo                       |
| 1994 | Heart of the Alien                                              | Productor ejecutivo                       |
| 1994 | Out of This World                                               | Productor ejecutivo                       |
| 1995 | Mario's Game Gallery                                            | Productor ejecutivo                       |
| 1995 | Stonekeep                                                       | Productor ejecutivo                       |
| 1996 | Blood & Magic                                                   | Productor ejecutivo                       |
| 1997 | Fallout                                                         | Productor ejecutivo                       |
| 1997 | Star Trek: Starfleet Academy                                    | Director (líder de proyecto)              |
| 1998 | Of Light and Darkness: The Prophecy                             | Productor ejecutivo                       |
| 1998 | Fallout 2                                                       | Productor ejecutivo                       |
| 2000 | Wild Wild Racing                                                | Productor ejecutivo                       |
| 2004 | The Bard's Tale                                                 | Diseñador, productor ejecutivo y escritor |
| 2007 | Line Rider                                                      | Productor ejecutivo                       |
| 2011 | Hunted: The Demon's Forge                                       | Productor ejecutivo y escritor            |
| 2014 | Wasteland 2                                                     | Productor ejecutivo                       |
| 2017 | Torment: Tides of Numenera                                      | Productor ejecutivo                       |
| 2018 | The Bard's Tale IV: Barrows Deep                                | Productor ejecutivo                       |
| 2020 | Wasteland 3                                                     | Jefe de estudio                           |